# Ingoldiella fibulata
Ingoldiella fibulata é uma espécie de fungo pertencente à família Hydnaceae.